# 제이 벨
제이 스튜어트 벨(Jay Stuart Bell, 1965년 12월 11일 ~ )는 미국의 야구 코치로, 현재 메이저 리그 베이스볼 (MLB) 팀 신시내티 레즈의 벤치 코치를 맡고 있다. 선수 시절에는 메이저 리그에서 유격수와 2루수로 뛰었으며, 클리블랜드 인디언스, 피츠버그 파이리츠, 캔자스시티 로열스, 애리조나 다이아몬드백스, 뉴욕 메츠 등지에서 활약했다. 애리조나 다이아몬드백스의 일원으로 2001년 월드 시리즈의 우승을 경험하기도 했다. 2013년 월드 베이스볼 클래식 당시 뉴질랜드 야구 국가대표팀의 벤치 코치를 맡은 적도 있다.